# Croquant
Cet article concerne le biscuit. Pour le surnom du peuple, voir Jacquerie des croquants.
Le croquant est un biscuit sec, souvent aux amandes, fabriqué majoritairement dans le sud de la France, en Catalogne (carquinyolis) et dans le sud de l’Italie (cantucci).

## Les différents croquants
On trouve en France de nombreuses variétés de croquants : le croquant de Cordes, le croquant de Saint-Paul-de-Fenouillet, le croquant Villaret de Nîmes, le croquant de Marseille (appelé aussi casse-dents), le croquant de Provence (amandes et miel), le croquant de Loudun, le croquant de Bordeaux, le croquant de Carpentras (amandes et olives), le croquant de Saint-Étienne-de-Chomeil, le croquant de Mende, le croquant du Périgord.

### Le croquant de Cordes

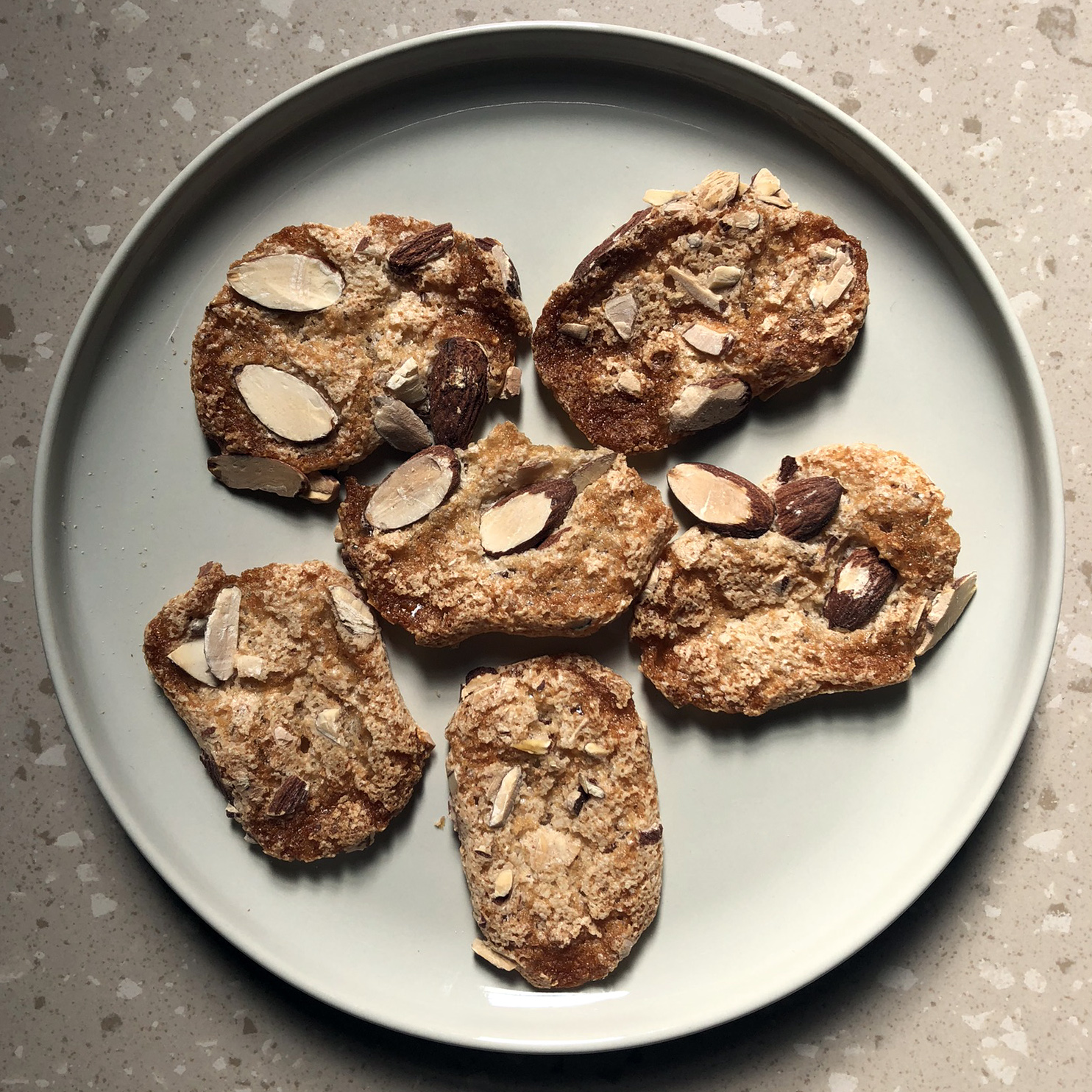
Croquants de Cordes

Croquant de Cordes-sur-Ciel dont la tradition remonterait au XVIIe siècle, même si certaines sources tendent plutôt à faire remonter ses origines au cours du XXe siècle dans le département du Tarn, sans localité exacte.

### Le croquant de Provence

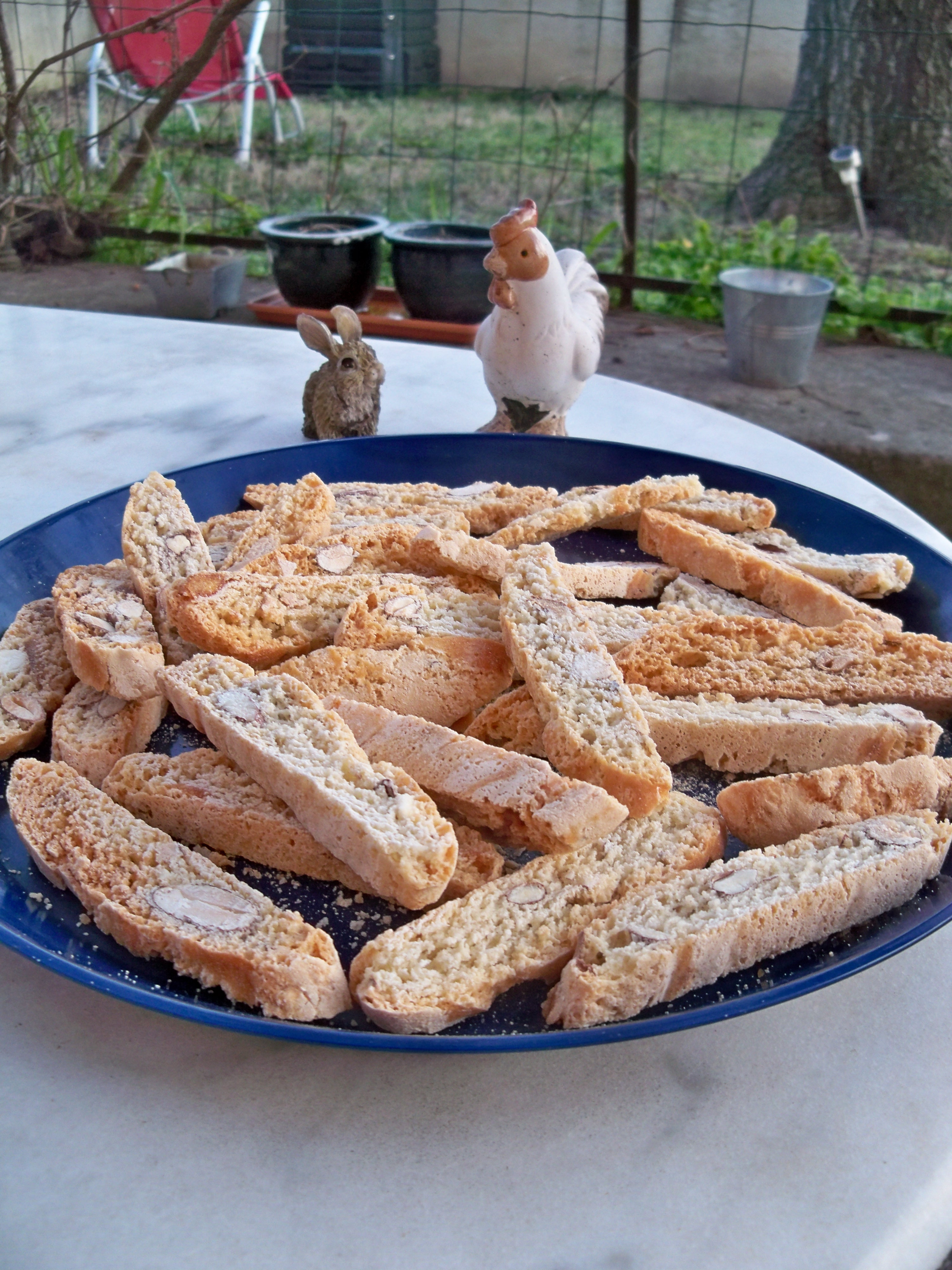
Croquants de Provence

### Le croquant de Vinsobres

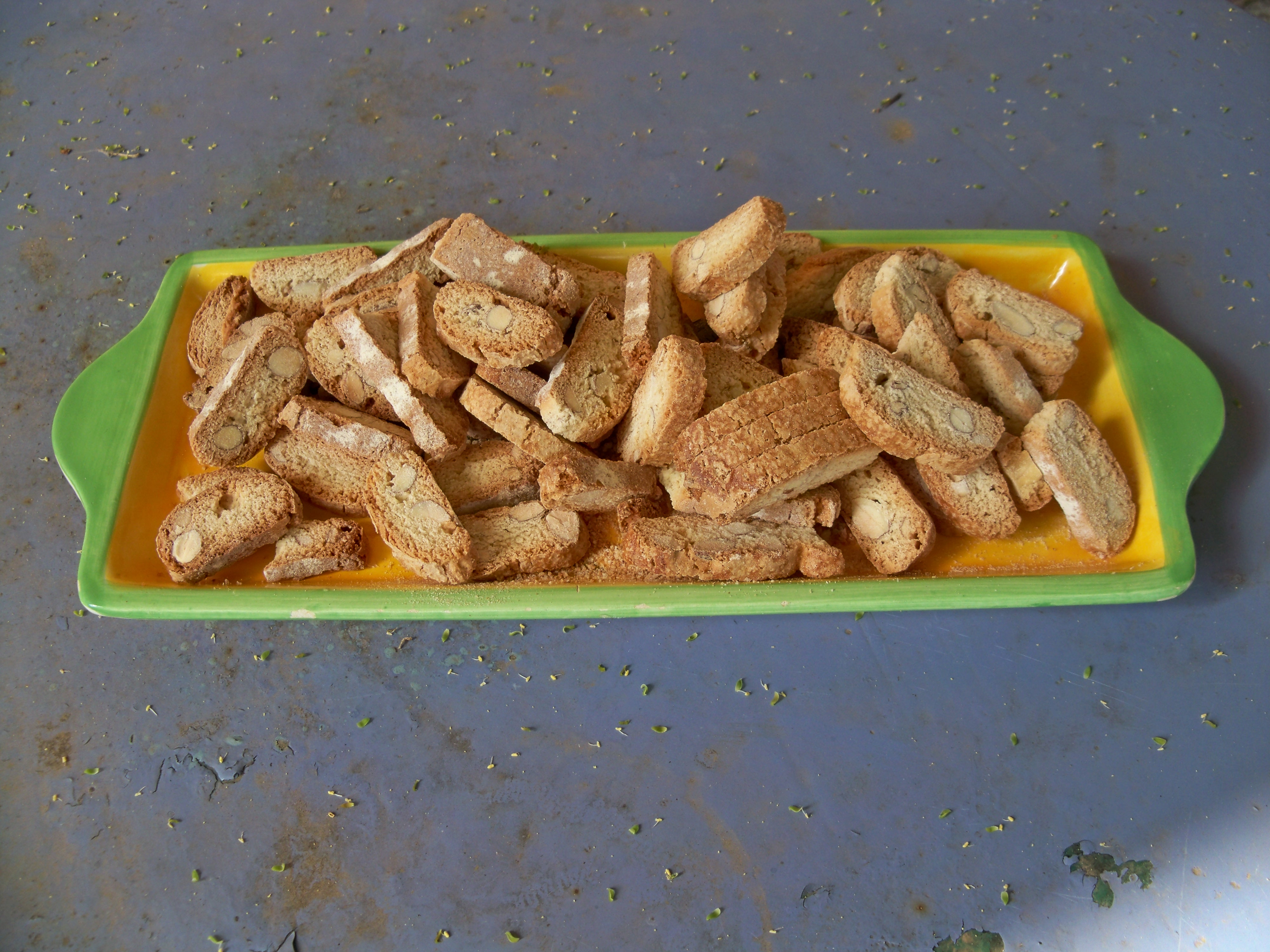
Croquants de Vinsobres

### Le croquant de Carpentras
Le croquant de Carpentras est composé d’amandes et d’olives.

### Le croquant de Saint-Paul-de-Fenouillet
Réputé pour sa tradition ancestrale, le croquant de Saint-Pau (ou biscottin) est issu d'une recette ancienne et son histoire est liée à la persistance de l'amandier dans le paysage du haut Fenouillèdes (Pyrénées-Orientales). Lors des grandes fêtes de Pentecôte, chacun échangeait ses recettes autour du four communal qui ne désemplissait pas de biscuits dont l'ingrédient principal était l'amande.

### Le croquant de Mende

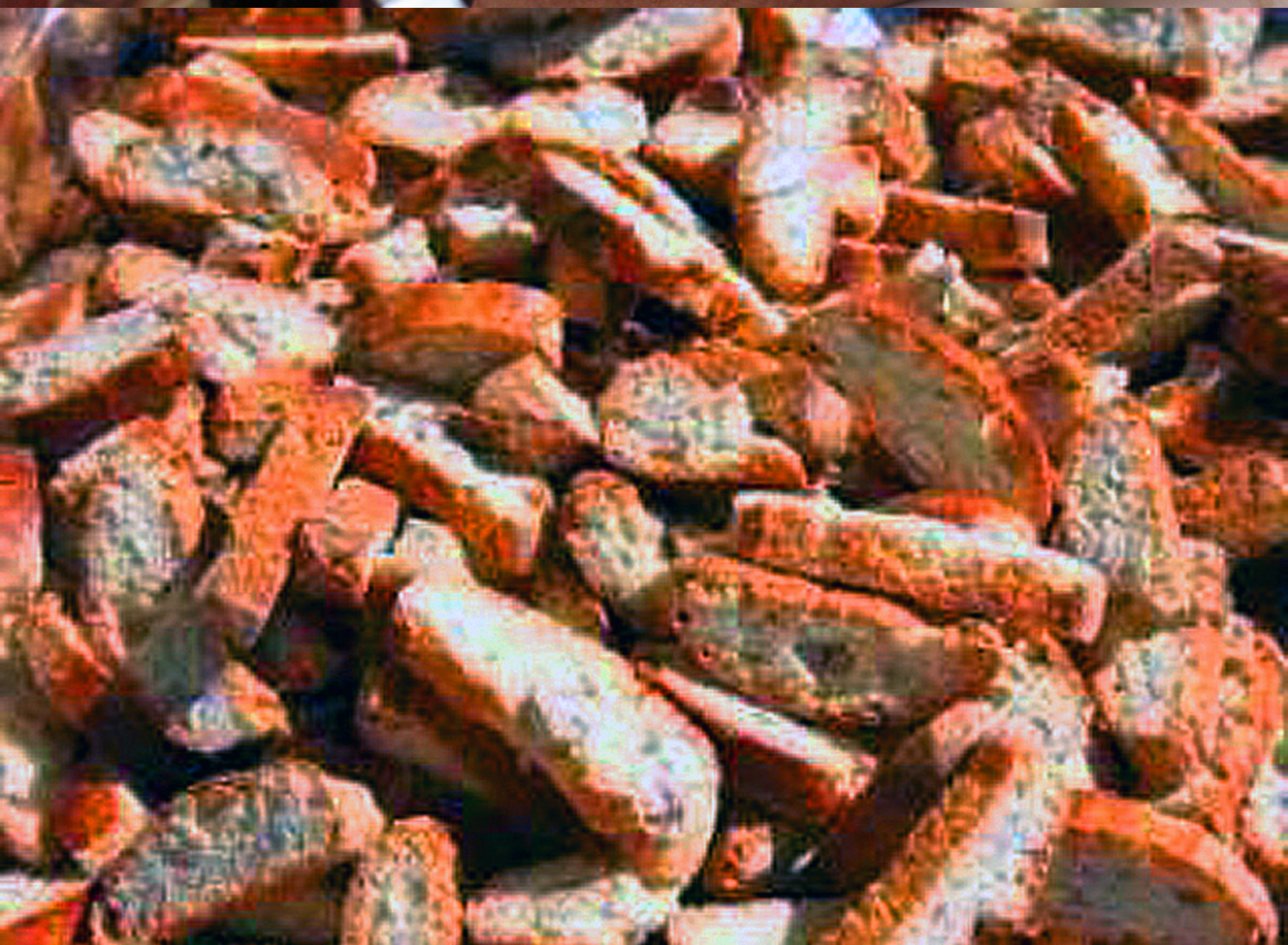
Croquants de Mende